# Ray Famechon
Ray Famechon, all’anagrafe Raymond (Maubeuge, 8 novembre 1924 – Chelles, 30 gennaio 1978), è stato un pugile francese, campione europeo dei pesi piuma tra il 1948 e il 1955 e due volte sfidante al titolo mondiale. Suo nipote Johnny Famechon, naturalizzato australiano, fu Campione del mondo della medesima classe di peso, negli anni sessanta.

## Carriera
Nasce in una famiglia operaia di undici figli nel bacino della Sambre. Suo padre lo spinge nel mondo della boxe sulle orme dei fratelli maggiori. Nel 1942, a 18 anni, conquista titolo francese dei pesi mosca dilettanti. Debutta al professionismo nel 1944, subito dopo la Liberazione.
Nel settembre 1945 conquista il titolo di campione francese dei pesi piuma. Difende vittoriosamente tre volte la cintura nazionale e poi batte l'ex campione europeo Gino Bondavalli, a Milano, per knock-out tecnico al sesto round. 
Tenta una prima volta la conquista del titolo europeo alla Royal Albert Hall di Kensington (Londra) contro Al Philipps ma è squalificato per un colpo sotto la cintura.
Il 22 marzo 1948 Famechon conquista finalmente la corona europea battendo Ronnie Clayton a Nottingham. La  difende vittoriosamente battendo a Charleroi Jean Machterlinck e ancora Clayton a Manchester. A Roma il 16 dicembre 1948 in un Teatro Jovinelli gremitissimo di pubblico batte l’idolo locale Alvaro Cerasani.
Il 17 marzo 1950, al Madison Square Garden di New York affronta per il titolo di campione del mondo Willie Pep, uno dei più forti pesi piuma di tutti i tempi, ma è sconfitto ai punti. Difende due volte la cintura continentale a Madrid mettendo KO al terzo round Luis De Santiago e il 28 giugno 1951 al Velodromo Vigorelli, davanti a circa 15.000 spettatori, battendo nuovamente Cerasani per KOT alla tredicesima ripresa..
Nel 1952 si incrina la sua fama di “ammazzaitaliani” al Velodromo Vigorelli di Milano contro il campione olimpico di Londra 1948 Ernesto Formenti. L'incontro senza titolo in palio finisce in parità. A ottobre dello stesso anno, a Milano, mette nuovamente in palio il titolo europeo contro Nello Barbadoro. Al quarto round lo centra con un diretto destro e lo mette al tappeto sino al conto totale. 
Tenta una seconda volta di conquistare il titolo mondiale, resosi vacante, contro Percy Bassett. Il 9 febbraio 1953 al Vélodrome d'Hiver  di Parigi, è costretto ad arrendersi al terzo round .
Lo stesso anno perde il titolo europeo ai punti contro il belga Jean Sneyers a Parigi. Si rifà undici mesi dopo battendo lo stesso Sneyers per Kot al terzo round. Il 25 ottobre successivo è però sconfitto a Parigi dal fuoriclasse statunitense Sandy Saddler per Kot al quinto round.
Il 29 gennaio 1955, a Milano, difende vittoriosamente la cintura europea, battendo Sergio Milan ma poi Duilio Loi, campione europeo in carica dei pesi leggeri, riesce ad essere il primo italiano a batterlo, con verdetto ai punti. 
Dopo un'altra vittoriosa difesa della cintura europea dei piuma, a Dublino, contro il britannico Billy Kelly (vittoria ai punti), la perde definitivamente contro lo spagnolo Fred Galiana il 3 novembre 1955 (Kot al sesto round). Il 2 giugno 1956 anche il toscano Altidoro Polidori, nella sua Grosseto, lo batte ai punti.
Famechon conclude la sua carriera nell'ottobre 1956 a Harringay (Londra) perdendo contro il pugile britannico Bobby O'Neill.

## Dopo il ritiro
Dopo il ritiro si trasferisce a Montmartre dove apre una lavanderia che fallisce abbastanza rapidamente. Poi vivrà soltanto di lavori occasionali prima di morire a Parigi il 29 gennaio 1978.